# Oneida (Tennessee)
Pour les articles homonymes, voir Oneida.
Oneida est une municipalité américaine située dans le comté de Scott au Tennessee.
Selon le recensement de 2010, Oneida compte 3 752 habitants. La municipalité s'étend sur 9,49 milles carrés (24,58 km2), dont 0,15 mille carré (0,39 km2) d'étendues d'eau.
Oneida est fondée dans les années 1880, après l'achèvement du Cincinnat iSouthern Raildorad en 1876. Elle devient une municipalité le 22 mars 1917.